# Heinz Hornig
Heinz Hornig (Gelsenkirchen, 28 de setembro de 1937) é um ex-futebolista e treinador alemão que atuava como atacante.

## Carreira
Heinz Hornig fez parte do elenco da Seleção Alemã de Futebol, na Copa do Mundo de 1966. 

## Títulos
- Copa do Mundo de 1966 - 2º Lugar